# Потеряевка (Мамонтовский район)
Потеря́евка — посёлок в Мамонтовском районе Алтайского края России. Входит в состав Корчинского сельсовета.

## География
Единственная улица в посёлке — улица Марии Лапкиной.

## Топоним
Потеряевка названа по фамилии одной из семей, поселившейся в посёлке — Потеряевы.

## История
Основан в 1818 году. В 1928 году посёлок Потеряевский состоял из 81 хозяйства, основное население — русские. В административном отношении входил в состав Уральского сельсовета Куликовского района Каменского округа Сибирского края.
14 мая 1991 году протоиерей Иоаким Лапкин приехал для восстановления Потеряевки и поставил первую палатку. 18 мая 1991 году — приехал Виталий Устинов.
23 марта 1992 г. (№ 47) пос. Потеряевка получил вновь статус поселка, и принято решение о его восстановлении за подписью А. А. Сурикова, бывшего губернатора Алтайского края.
21 июля 1995 года зарегистрирована (№ 117) Управлением юстиции Алтайского края Православная община в честь священномученика Анфима Никомидийского в пос. Потеряевка
1 декабря 1995 года зарегистрирована (№ 622) общественная организация — деревенская община пос. Потеряевка.
5 апреля 1996 года зарегистрирован (№ 139) детский трудовой православный лагерь-стан в честь святого мученика Климента Анкирского. В 2016 году лагерь закрыт из-за многочисленных нарушений. На месте лагеря основан «музей-комплекс для бедных лагерей». Сам лагерь продолжает действовать в ином формате: дети с родителями проживают в деревенских домах, что законодательно не запрещено. О лагере сняли фильмы: «Златоуст из Потеряевки», «Предчувствие».

## Население
| 1926 | 1997 | 1998 | 1999 | 2000 | 2001 | 2002 | 2003 | 2004 | 2005 |
| ---- | ---- | ---- | ---- | ---- | ---- | ---- | ---- | ---- | ---- |
| 345  | ↘36  | ↗39  | ↘38  | ↗45  | ↘33  | ↗47  | ↗50  | ↘47  | ↗50  |
| 2006 | 2007 | 2008 | 2009 | 2010 | 2011 | 2012 | 2013 |      |      |
| ↗53  | ↘44  | ↗45  | ↗53  | ↘33  | →33  | →33  | →33  |      |      |

Национальный состав
Согласно результатам переписи 2002 года, в национальной структуре населения русские составляли 98 %.

## Инфраструктура
Ныне в поселке Потеряевка действует церковь, школа (филиал Корчинской СОШ), фельдшерский пункт, построено 16 домов, 12 бань, 12 колодцев, подведён электрический свет. Имеется таксофон (около дома № 1, абонентский номер 3858329498).
Почтовое отделение № 658551, расположенное в селе Корчино, на март 2022 года обслуживает в деревне 18 домов. Отделение № 658571, расположенное в селе Буканское, обслуживает 3 дома.
Фактически деревня представляет собой одну православную общину, руководимую братьями: протоиереем Иоакимом Лапкиным и мирянином Игнатием Лапкиным, активно ведущим канал на Youtube.

## Транспорт
Потеряевка расположена в 200 километрах от Барнаула. Поворот в сторону деревни с автодороги А-321 «Барнаул — Кулунда». От Корчино до Потеряевки идёт полевая дорога, которая при плохих погодных условиях становится непроездной. В зимний период жители оставляют автомобили в Корчино и добираются до них на ином транспорте. В 3 километрах от посёлка находится железнодорожная станция Подстепный, на которой останавливаются междугородние поезда.